# Síndrome de extravasamento capilar sistêmico
Síndrome de extravasamento capilar sistêmico, ou ainda doença de Clarkson, é uma condição médica extremamente rara caracterizada por episódios em que as células do endotélio que revestem os capilares aparentemente se separam por alguns dias, permitindo o extravasamento do fluído do sistema circulatório para o fluido intersticial, resultando em hipotensão (pressão baixa), alta concentração do hematócrito e hipoalbuminemia. Representa um sério risco de vida já que cada episódio pode causar potencialmente dano, ou falha, dos órgãos vitais em decorrência de uma perfusão  É geralmente confundida com a poliglobulia, policitemia vera ou sepse. 

## História
A síndrome foi primeiramente descrita por B. Clarkson em 1960,  cujo nome foi informalmente usado para denominar essa doença. Além de poucos casos que foram reportados desde então, duas analises minuciosas de experiências clínicas foram publicadas em 2010.

## Sintomas
A maioria dos pacientes apresentam coriza e/ou sintomas parecidos com a gripe, ou qualquer desordem gastrointestinais (diarreia ou vômito), ou ainda fraqueza  generalizada ou dor nos membros, mas alguns pacientes não apresentam nada especifico ou avisos persistentes antes desses episódios.  Eles posteriormente desenvolvem sede e tontura e o seguinte quadro:
- Alta concentração do hematócrito
- Baixa pressão (hipotensão)
- Hipoalbuminemia
- Edema parcial ou generalizado
- Gamopatia monoclonal de significado indeterminado (GMSI)

## Prognose
Seguindo os resultados das experiências de clínicas, a sobrevivência média de 25 pacientes que foram pesquisados durante 30 anos (contando somente mortes ligados a doença de Clarkson) foi de aproximadamente 15 anos, e nos 5 primeiros anos a taxa de sobrevivência foi de 76%. Numa pesquisa europeia, a taxa de sobrevivência a cinco anos depois de ter sido diagnosticada foi de 85% em 23 pacientes  que receberam tratamento profilático, e no grupo de 5 pacientes que não receberam a taxa foi de 20%. Portanto, a melhor identificação e gerenciamento da condição da doença parece resultar em uma mortalidade mais baixa e uma melhor qualidade de vida nos últimos tempos.